# Язвиха (деревня, Сандовский район)
 Язвиха  — деревня в Сандовском районе Тверской области.

## География
Находится в северо-восточной части Тверской области на расстоянии приблизительно 27 км по прямой на запад-юго-запад от районного центра поселка Сандово.

## История
Деревня была отмечена уже на карте 1825 года. В 1859 году здесь (деревня Весьегонского уезда Тверской губернии) было учтено 8 дворов, в 1978 — 18. До 2020 года входила в состав ныне упразднённого Большемалинского сельского поселения.

## Население
Численность населения: 95 человек (1859 год), 4 (русские 100 %) в 2002 году, 0 в 2010.